# Cosmosoma teuthras
Cosmosoma teuthras är en fjärilsart som beskrevs av Walker 1854. Cosmosoma teuthras ingår i släktet Cosmosoma och familjen björnspinnare. Inga underarter finns listade i Catalogue of Life.